# 트라시강현

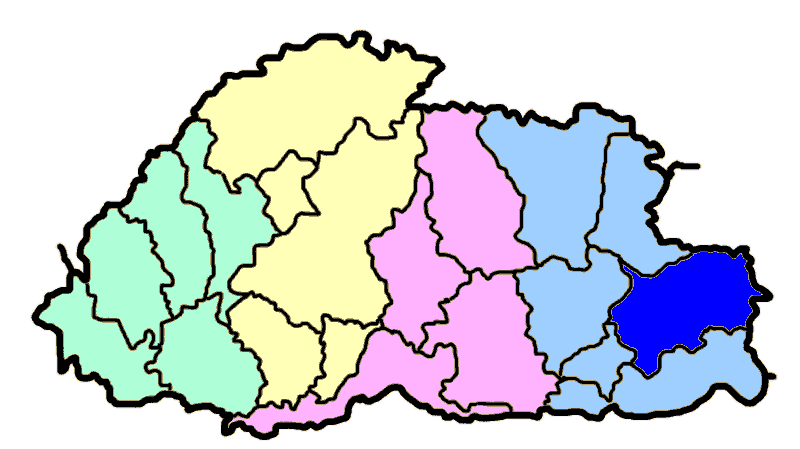
트라시강 현의 위치

트라시강현(종카어: བཀྲ་ཤིས་སྒང་རྫོང་ཁག་)은 부탄을 구성하는 20개 현(종카그) 가운데 하나로, 부탄 최동단에 위치한다. 현청 소재지는 트라시강이며 면적은 2,171km2, 인구는 51,134명(2005년 기준)이다. 15개 게워그(바르참, 비둥, 캉룽, 캉파라, 칼링, 루망, 메락, 퐁메이, 라디, 삭텐, 삼카르, 송푸, 트림싱, 우조롱, 양네르)를 관할한다.

## 같이 보기
- 종카그